# Polyxenos
Polyxenos Epiphanes Soter (Tiếng Hy Lạp: Πολύξενος ὁ Ἐπιφανῆς, ὁ Σωτήρ, "Vinh quang và Vị cứu tinh" là một vị vua Ấn-Hy Lạp, ông đã cai trị một thời gian ngắn ở phía tây Punjab hoặc Gandhara.
Bopearachchi xác định Polyxenos cai trị vào khoảng năm 100 TCN  và RC Senior xác định vào khoảng 85-80 trước Công nguyên.

## Tiền xu của Polyxenos

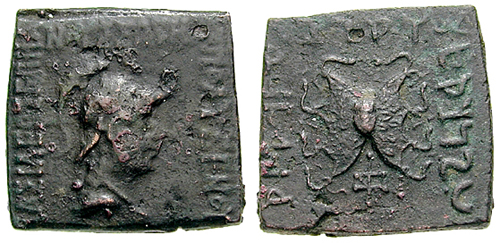
Tiền xu của Polyxenos.

Polyxenos được miêu tả trong các bức chân dung là một người thanh niên trẻ đội vương miện, ông đã đúc những đồng bạc gần giống của Strato I. Cả hai vị vua sử dụng tên hiệu Epiphanes Soter và bên mặt sau là hình ảnh Alkidemos Athena (nữ thần Pallas Athene), biểu tượng của triều đại Menander I. Polyxenios cũng đã đúc huy chương đồng với hình Athena trên mặt phải và sự bảo trợ của bà ở mặt phía sau. Ông đã không ban hành đồng bạc Attic nào.
Huy chương đồng của ông mô tả đầu của thần Athena với bên phía mặt sau là aegis của bà.
Những đồng tiền của Polyxenos rất ít và tính năng chỉ có ba chữ lồng: vốn được ông chia sẻ với Strato I cũng như các vị vua Heliokles II và Archebios, theo Bopearachchi và RC Senior.
Ông có thể đã là một thế lực tham gia vào cuộc chiến tranh giành quyền lực ngắn ngủi ở miền trung của vương quốc Ấn-Hy Lạp sau khi Strato I qua đời, người có thể là cha ông.
| Tiền triều: Heliokles II? | Vua Ấn-Hy Lạp (Paropamisade, Arachosia) (khoảng năm 100 TCN) | Kế tục: Philoxenos |